# Veselin Topalov
Veselin Topalov (în limba bulgară Веселин Топалов; n. 15 martie 1975, Ruse, Republica Populară Bulgaria) este un șahist bulgar, care deține titlul de mare maestru internațional de șah, fiind și campion mondial al FIDE (2005-2006). 
Topalov a jucat un număr de 12 partide de șah pentru unificarea titlurilor, cu campionul mondial în versiunea de șah clasic înființată de Kasparov, Vladimir Kramnik. Cele 12 meciuri s-au încheiat cu scorul de 6-6, iar Kramnik a câștigat tie-break-ul cu scorul de 2.5-1.5, detronându-l pe Topalov și devenind campion absolut al celor două titluri unificate.